# レサッピ
レサッピは、北海道の新冠郡新冠町と日高郡新ひだか町の2町にまたがる標高921mの山である。

## 概要
日高山脈を構成する中日高の山で、主稜線上の標高1831m峰から西に伸びる支稜線上、ナメワッカ岳・イドンナップ岳を経て連なる山である。レサッピには三角点は設置されていないが、山頂には三角点の標石のような石が設置されている。
山名はアイヌ語が由来であるが、意義は一切不明である。レサッピから支稜線をさらに西側に進むとオロエナイがあり、そこの山頂に設置された三等三角点名は漢字表記になった「冷察比」となっている。珍しく「山」や「岳」、「ヌプリ」など山を意味する接尾語がなく、付近には同じような山としてソロアンナイ・オロエナイの2山がある。

## 登山
登山道は存在しないが、北側の新冠町側からと南側の新ひだか町側からの両方のアプローチがあり、新冠林道が狩猟のために閉鎖するなど残雪期の登山は困難であるため、主に無雪期に登られる。
新冠町側からのメインルートは新冠林道を進み新冠湖に注ぐ二十八号沢で28号沢線林道もしくは沢を登って山頂へ至る。28号沢線は一部崩壊しているほか、山頂へのルートは背の高い藪に覆われているため藪漕ぎをして登る必要があり、また沢のルートは傾斜があるため注意が必要。
新ひだか町側からのメインルートは道道111号から西の沢林道を進んでモイドンナップ沢からレサッピ南側の尾根に登り山頂へ至る。西の沢林道は奥部に崩壊箇所が複数あるため途中からは徒歩でしか通行できず、慎重に崩壊箇所を渡りながら岩戸橋まで歩く。岩戸橋からはモイドンナップ沢へ入り、作業道跡を辿りながら進むが途中で大規模な土砂崩れがあるため注意が必要。土砂崩れによって形成された溜池付近から西側の尾根に取り付いて、作業道跡を途中で逸れながら南側の尾根へと登り、そのまま藪漕ぎをしながら山頂を目指す。